# فيرتو

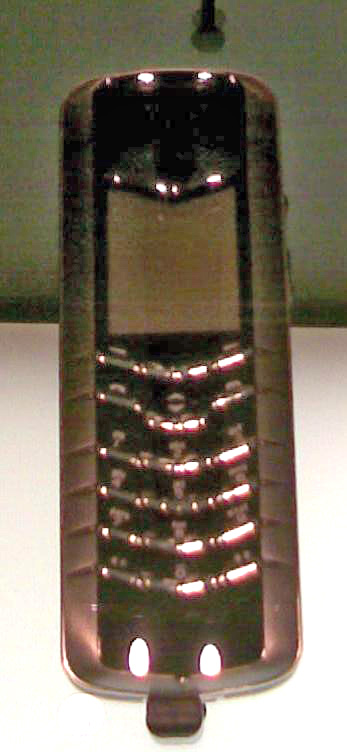
الهاتف المحمول فيرتو سيجناتشر

فيرتو هي مصنع بريطاني القائم على لهواتف المحمول الفاخرة. الشركة هي شركة فرعية تعمل بشكل مستقل، وهي مملوكة بالكامل من الشركة نوكيا المصنعة للهاتف النقال الفنلندي.

## مفهوم
مفهوم الشركة هو جعل الهواتف المحمولة في نفس سياق مصنعي الساعات الفخمة مثل رولكس، ال دبيليو سي وباتيك فيليب. النموذج الأغلى على الإطلاق هو ماركة كوبرا، في الولايات المتحدة بلغت قيمته $ 310,000 (~ € 217,000)؛ النموذج العادي الأغلى هو ماركة دايموند في الولايات المتحدة بلغت قيمته 88,000 دولار (~ € 62,000). تبدأ الأسعار من 5,100 دولار لنموذج البرج.
نماذج أخرى تشمل ما يلي: أسينت، وكوكبة أسينت تي. النماذج القياسية أسينت تأتي بألوان مختلفة وكثيرة، مثل: أسود، بني، الأحمر والبرتقالي. النماذج المميزة تأتي في الأبيض، الأزرق السماوي والوردي. في نماذج صيف تأتي في الفراولة الأحمر والأبيض. الاختلافات في الأسينت تشمل أيضا موديلات مثل فيراري ومضمار السباق. أسينت لم تعد تنتج من قبل فيرتو، على الرغم من كونستيلاشن، وأسينت تي وسيجنيتشر لا تزال في مرحلة الإنتاج.
الهواتف نفسها مصنوعة من مواد باهظة الثمن مثل الذهب، الياقوت (للشاشة الهاتف)، الياقوت (للتحمل) والجلودالناعمة. كل نقال من صنع يدوي فهو في مصانع في الكنيسة كروكهام، هامبشاير ، إنجلترا.
ويقع مقر الشركة في المملكة المتحدة مع مكتب في باريس ، نيويورك ، لاس فيغاس، سنغافورة، طوكيو، فرانكفورت، هونغ كونغ فيرتو هو الرئيس ومدير العمليات هو بيري أوستينغ، والمصمم الرئيسي هو فرانك نووفو. الشركة لديها الآن ما يزيد على 400 موظف.

### توزيع
للحفاظ على قيمة العلامة التجارية، فيرتو الهواتف النقالة تتوفر فقط في متاجرها التي تحمل علامتها التجارية، والامتيازات الرائدة في متجر مثل هارودز وسيلفريدجز في لندن، وغيرها من تجار التجزئة المعتمدين. المحل الرئيسي لفيرتو افتتح في عام 2002 في باريس، ثم بعد فترة وجيزة في سنغافورة. وهناك الآن أكثر من 600 منفذ للبيع بالتجزئة.

### خدمة التوصيل
هي واحدة من الخدمات المقدمة عندما يحصل الفرد على فيرتو النقال، هو عام خدمة الأمان المجانية التي تسمى «حارس فيرتو»، التي تديرها عشرة في المملكة المتحدة في لندن. يتم الوصول إليه من خلال زر خاص، إن «مفتاح الأمان» في كل جانب من الهاتف.
هذا 'مفتاح ساخنة' يجعل المستخدم اتصال بفريق من مديري نمط الحياة الذي يمكن أن يحجزوا الخدمات مثل المطاعم الذواقة، ورفاهية السفر أو الإقامة على مدار الساعة.

## معرض صور

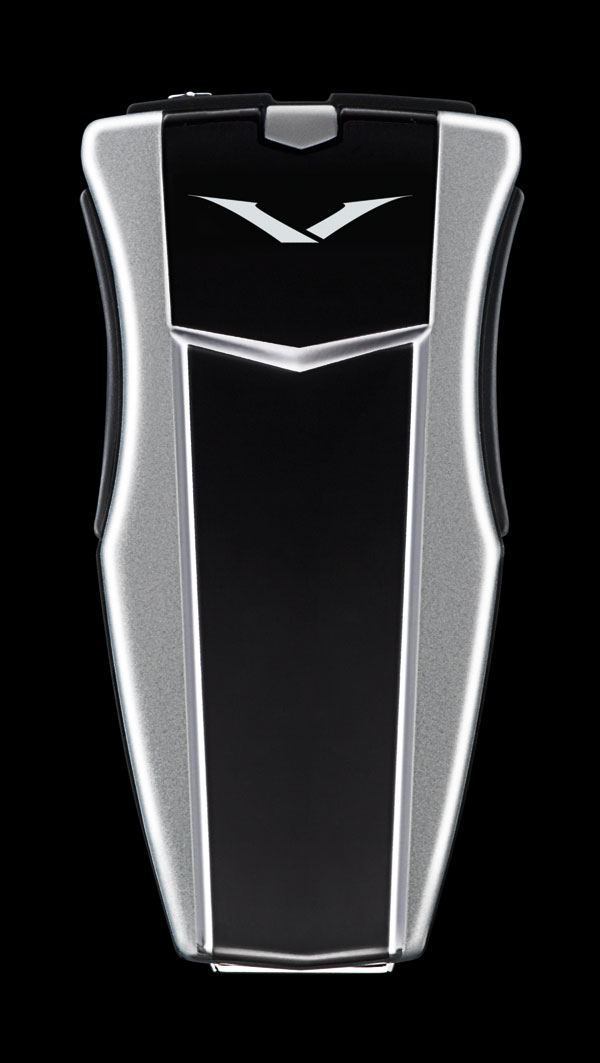
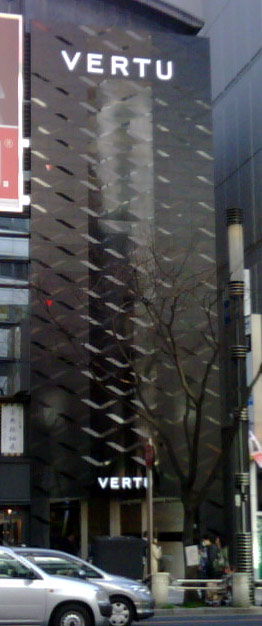
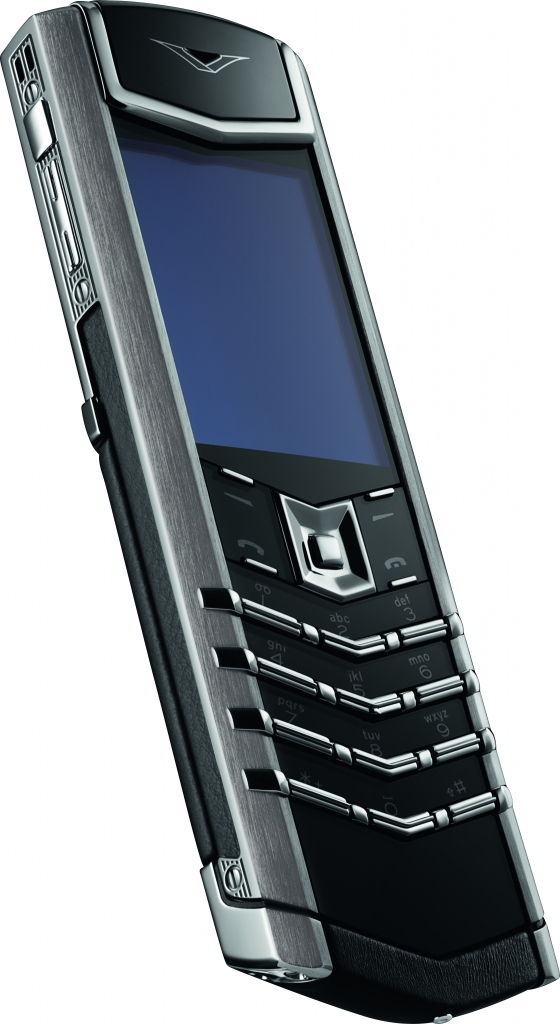

## وصلات خارجية
- فيرتو -- الموقع الرسمي
- فيرتو بحد ذاته مكافأة
- هواتف نوكيا الجديدة للأغنياء  (مجلة وايرد)